# Тернівська сільська рада (Краснолиманський район)
| Тернівська сільська рада — колишній орган місцевого самоврядування у Лиманському районі Донецької області з адміністративним центром у с. Терни. Сільській раді підпорядковані населені пункти: - с. Терни - с-ще Мирне - с. Іванівка - с. Колодязі - с. Новосадове - с. Ямполівка |

### Колишні населені пункти
- Білогорівка

## Склад ради
Рада складається з 16 депутатів та голови.

## Керівний склад сільської ради
| ПІБ                       | Основні відомості                                                         | Дата обрання | Дата звільнення |
| ------------------------- | ------------------------------------------------------------------------- | ------------ | --------------- |
| Кобцев Микола Іванович    | Сільський голова, 1959 року народження, освіта, член Партії регіонів      | 26.03.2006   | 31.10.2010      |
| Сичов Анатолій Васильович | Сільський голова, 1956 року народження, освіта вища, член Партії регіонів | 31.10.2010   |                 |

Примітка: таблиця складена за даними джерела